# Manuel Belgrano

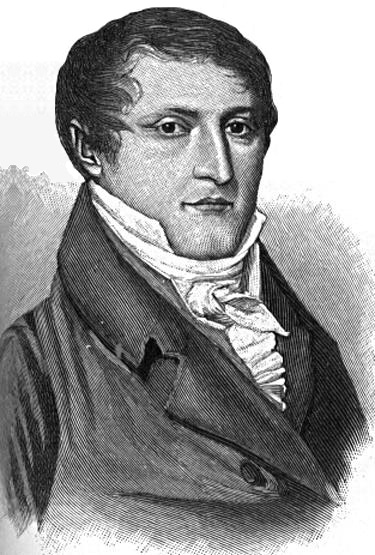
Manuel Belgrano

Manuel José Joaquín del Corazón de Jesús Belgrano (ur. 3 czerwca 1770 w Buenos Aires, zm. 20 czerwca 1820) – argentyński ekonomista, polityk, przywódca militarny, twórca flagi Argentyny. Prawnik z Rosario w ówczesnym wicekrólestwie La Platy, zwolennik niezależności La Platy od Burbonów.
Belgrano został mianowany generałem przez pierwszy autonomiczny rząd Argentyny. W roku 1812 zaproponował wzór flagi narodowej Argentyny, która została podniesiona po raz pierwszy 27 lutego tego roku na wyspie na rzece Parana. Poprowadził także exodus Jujuy (Éxodo Jujeño), który doprowadził do serii zwycięstw w argentyńskiej wojnie o niepodległość na północnym zachodzie kraju.
Belgrano był jednym z sygnatariuszy deklaracji niepodległości Argentyny (9 lipca 1816). Zaproponował, aby Argentyna została monarchią konstytucyjną, na czele której miał stanąć potomek Inków, ale pomysł ten nie uzyskał powszechnej akceptacji.

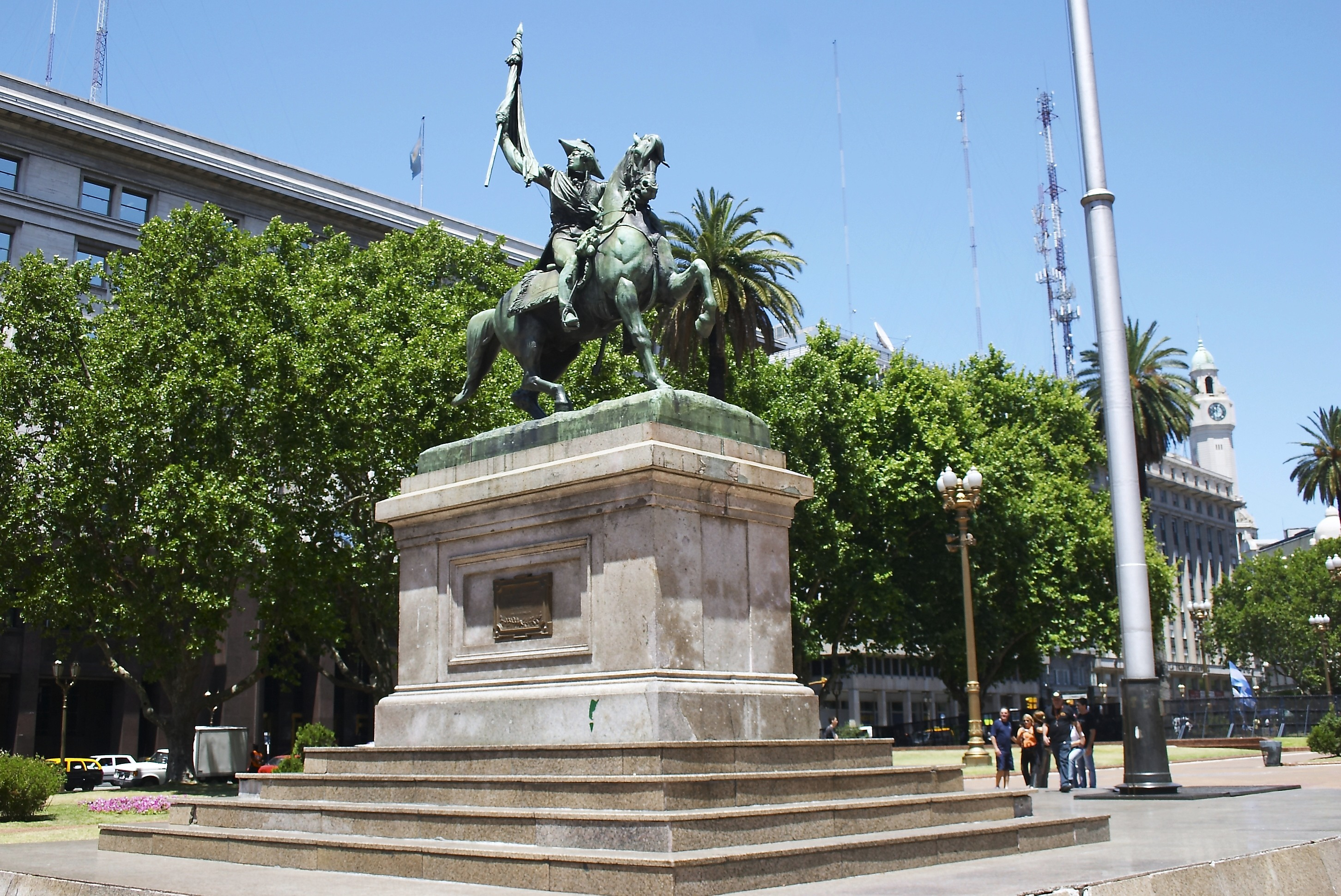
Pomnik bohatera na placu 25 de Mayo, Buenos Aires

Stan zdrowia Belgrano mocno ucierpiał w wyniku wielu ekspedycji i kampanii, które odbywały się zazwyczaj w ciężkich warunkach. W wieku 50 lat zmarł w biedzie i zapomnieniu ze strony rządu, któremu wiernie służył. Przyczyną jego śmierci były obrzęki.